# 番社 (九如鄉)
番社，或稱番社庄，位於屏東縣九如鄉東北方，為平埔原住民馬卡道族塔樓社的舊社址。狹義的番社庄指的是九如鄉洽興村昌榮社區，人口約七百人。廣義的番社庄包括了下番社（九如鄉耆老村豐田）以及已納入昌榮社區的平和（頂番社）一帶。今以福佬人為主要族群，以慈玄宮、番社鎮安宮為信仰中心，並有一成的基督教信眾。

## 歷史
荷蘭時期塔樓社為全台最大之原住民部落，原址普遍相信在里港鄉塔樓村一帶，或謂社址即在番社:34。亦有文獻或傳說記載原居塔樓村的馬卡道族族人遷往番社。番社庄最早見於1894年《鳳山縣採訪冊》，屬港西里。日治時期原屬阿猴廳港西上里後庄，後隸於高雄州屏東郡九塊庄。當時的人口普查顯示，後庄地區尚有七十餘位平埔族分布，分布在番社一帶，為馬卡道族鳳山八社舊社址中留存最多族裔者。大正年間，南邊的山寮聚落廢莊，不少人移入番社庄居住，與今日聚落內的陳、王姓人家有密切關係。
戰後分屬於屏東縣九如鄉洽興村與耆老村，以陳、張、王、鄭、藍等姓為主。今村內尚有數個與平埔族相關的地名及傳說，而確切的馬卡道族後裔人數，有待考證。